# Prince's Building
Le Prince's Building (太子大廈) est une tour de bureaux de Hong Kong situé dans le quartier de Central. Il accueille également le centre commercial Landmark Prince's sur six étages. Situé le long du côté ouest de la section sud de Statue Square près de la station de métro de Central, il est relié à Alexandra House et à l'hôtel Mandarin Oriental par des ponts piétonniers.

## Première génération
Le premier Prince's Building est un bâtiment de quatre étages d'architecture de la Renaissance construit en 1904 sur des terres gagnées sur la mer par le projet Praya de création de terre-pleins (en) achevé en 1899. Le bâtiment est conçu par Leigh & Orange (en) et présente des similitudes avec l'immeuble du Hong Kong Club de 1897. Il est remplacé par le bâtiment actuel en 1965.
Ce premier bâtiment abrite plusieurs banques et cabinet d'avocats dont la banque d'espèces de Yokohama (en), la banque de Taïwan (en), la banque de l'Indochine, le cabinet Deacons et Johnson Stokes & Master (en).

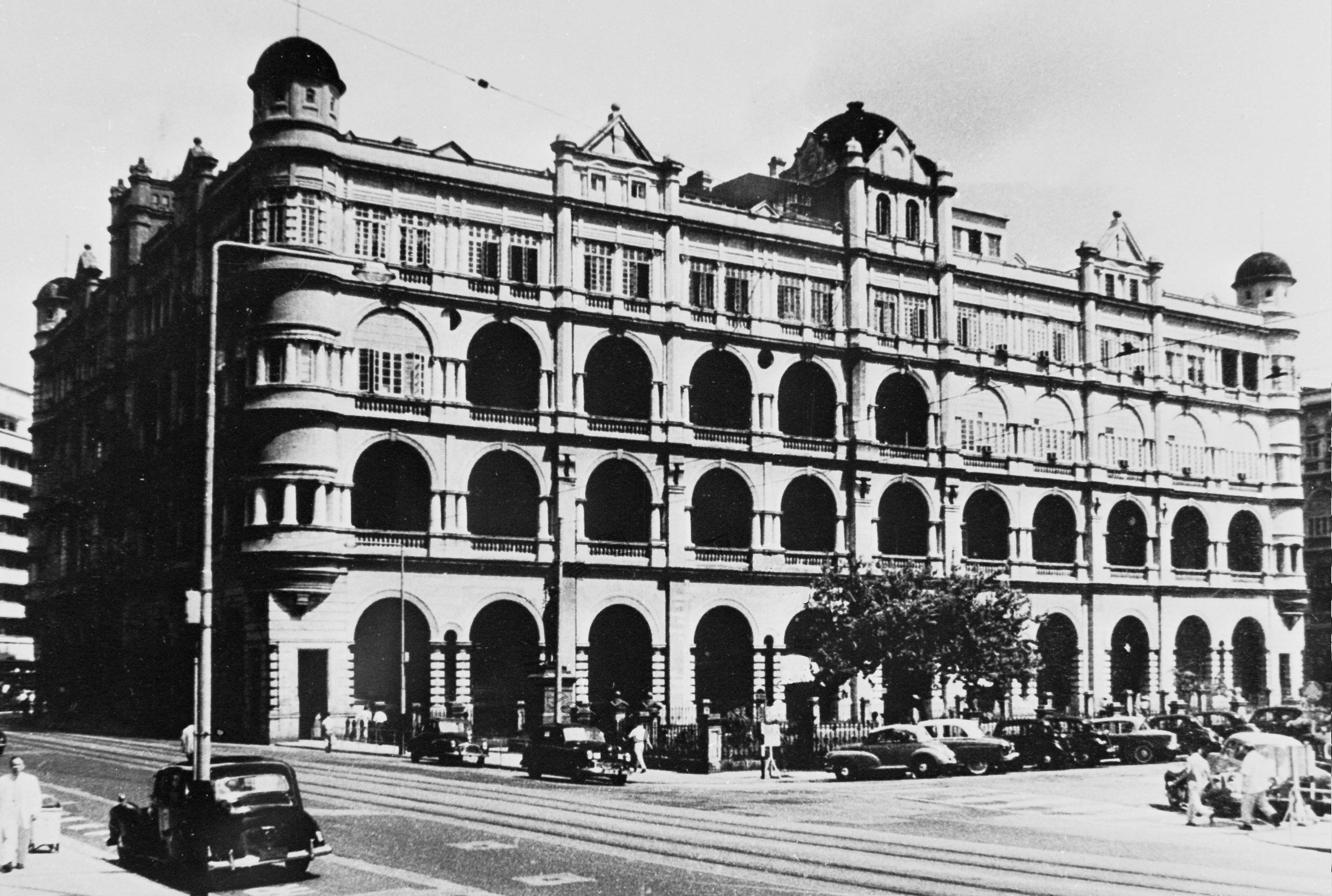
Le Prince's Building original vers 1945, construit en 1904 et démoli en 1963.
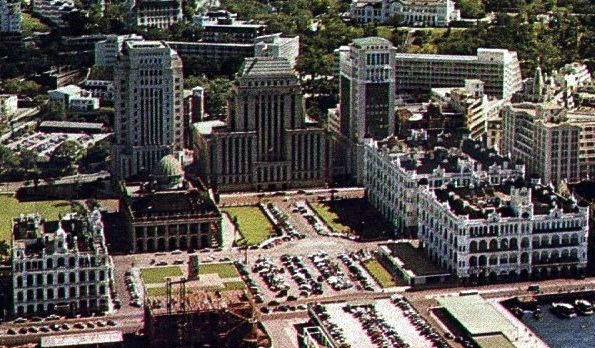
Statue Square en 1955. Le Prince's Building (première génération) et le Queen's Building sont visibles sur la droite.

## Deuxième génération
En 1963, le premier bâtiment est démoli pour faire place à l'actuel Prince's Building conçu par le cabinet d'architecture Palmer & Turner. Le complexe de 27 étages est une tour de bureaux et de commerces de détail et appartient à Hongkong Land. 
En 1965, Hongkong Land construit le premier pont piétonnier climatisé de Hong Kong, reliant le Prince's Building au Mandarin Oriental. Ce concept est ensuite adapté par d'autres développeurs pour former le système de la passerelle surélevée de Central.
Les six niveaux d'étages de vente, maintenant connus sous le nom de Landmark Prince's, abritent des magasins phares de marques de luxe telles que Cartier, Chanel, Van Cleef & Arpels, Hermès, A. Lange & Söhne, Baccarat, Berluti, Chopard, Christian Louboutin, Chrome Hearts (en), Damiani, Jaeger-LeCoultre, John Lobb, Panerai et Vacheron Constantin. Landmark Prince's est également connu pour ses petites boutiques haut de gamme à ses deuxième et troisième étages qui portent le nom de « Landmark Home & Kids ».
Les locataires de la tour de bureaux comprennent actuellement Mayer Brown (en), KPMG, et PricewaterhouseCoopers.
Le complexe jouxte Statue Square, qu'il entoure avec l'immeuble du Hong Kong Club, le bâtiment de la Cour d'appel final, le Mandarin Oriental (ancien site du Queen's Building) et le siège de HSBC.

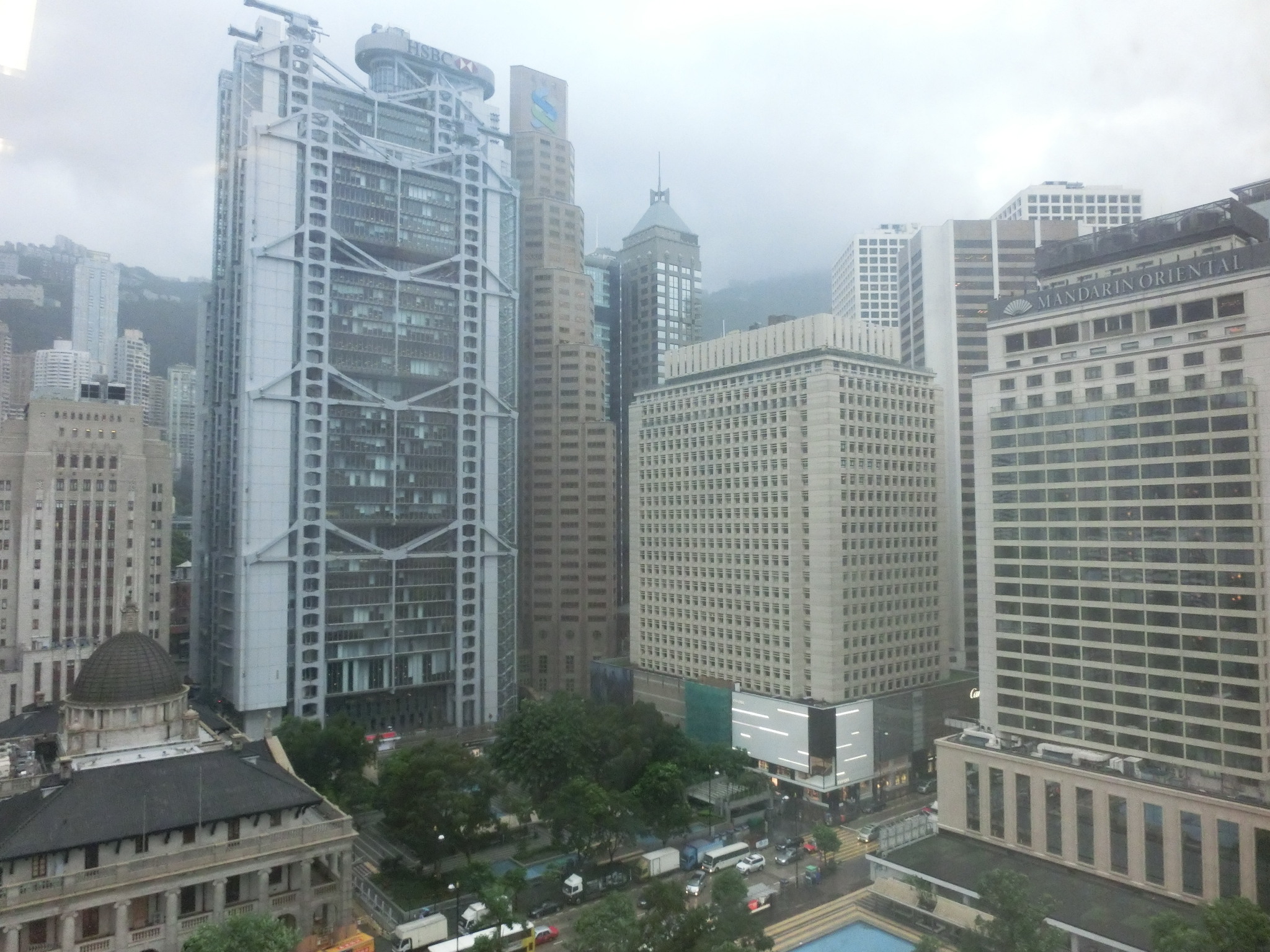
Vue générale de Statue Square en août 2013. Le grand bâtiment surplombant la place est le siège de HSBC (quatrième génération), achevé en 1985.
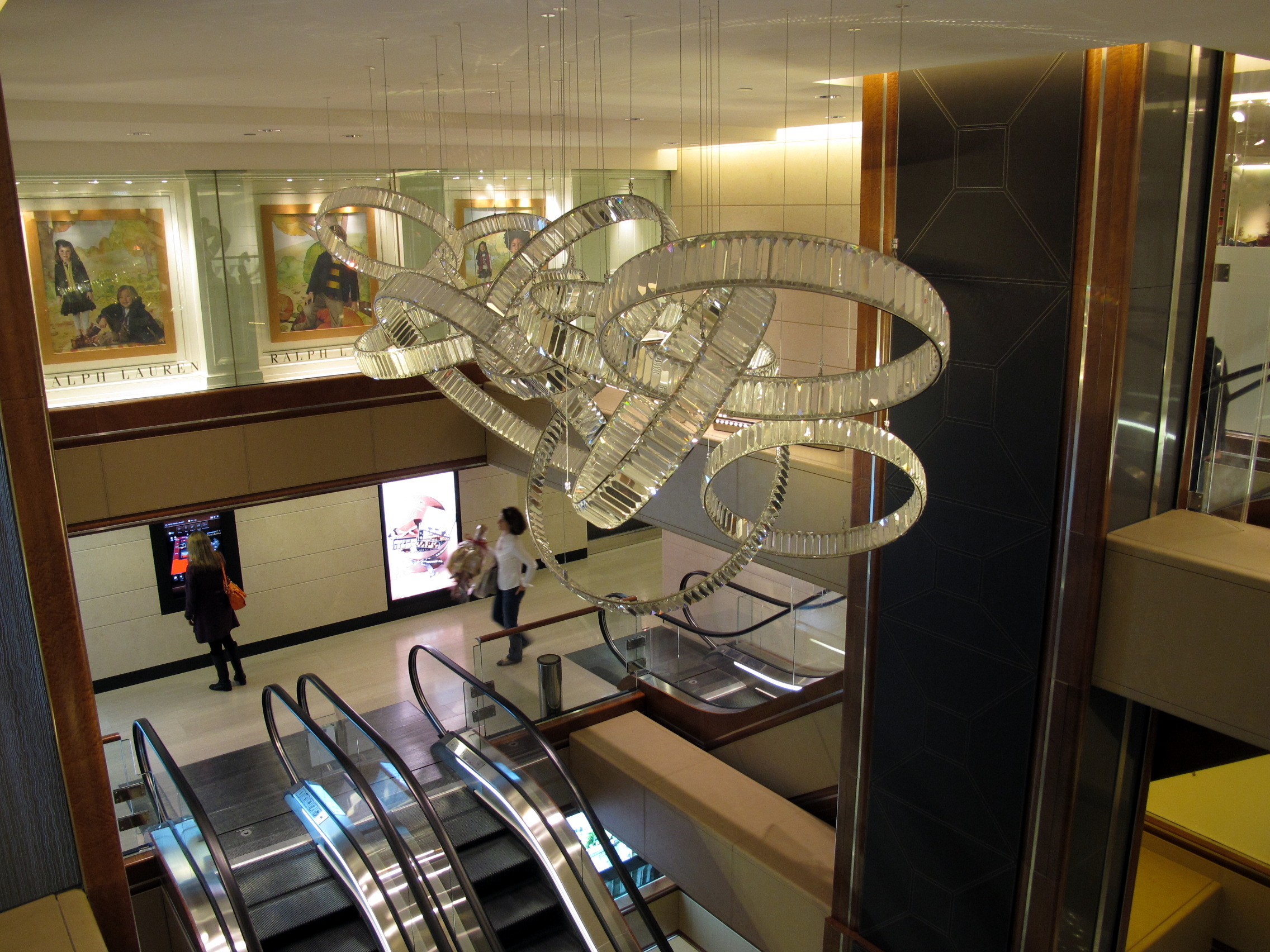
Interieur du Prince's Building (2011).
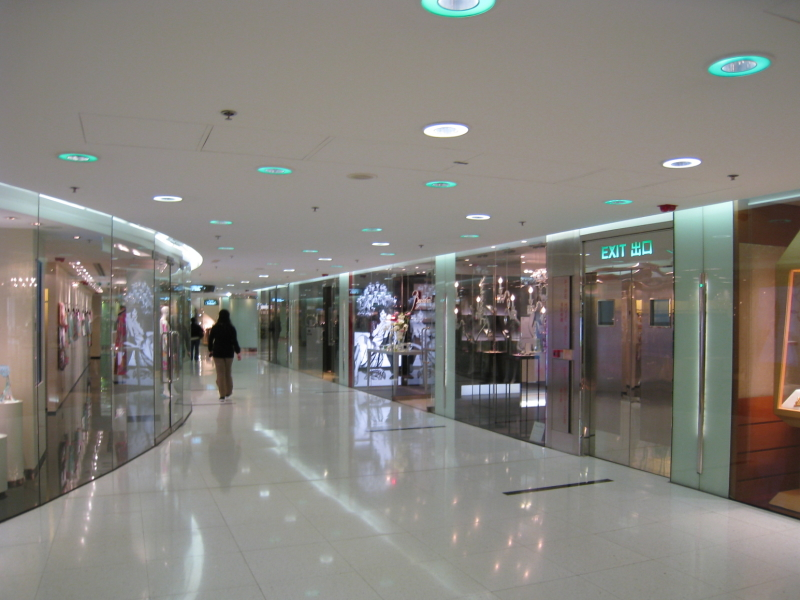
Interieur du Prince's Building (2008).
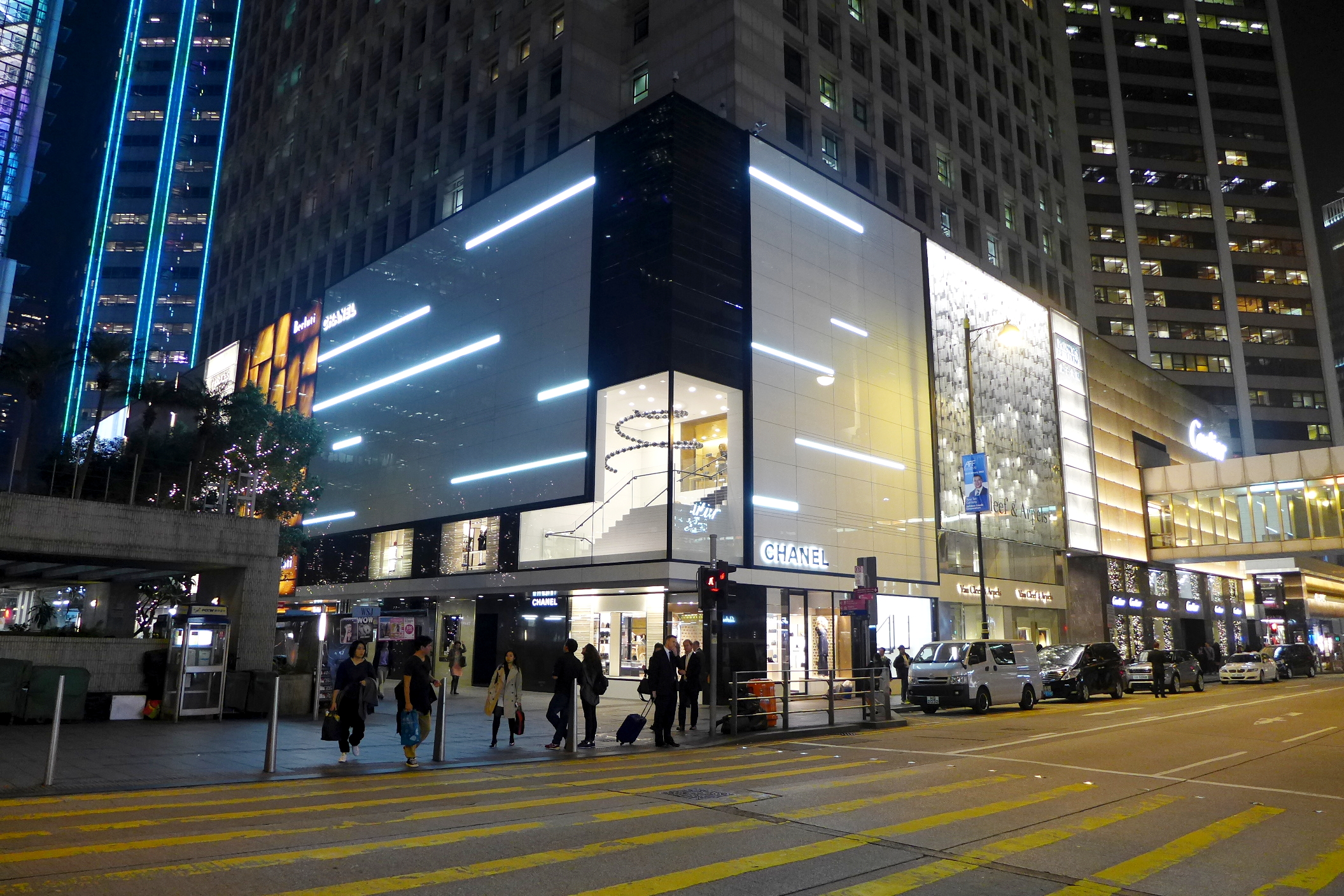
La boutique Chanel au pied du Prince's Building.
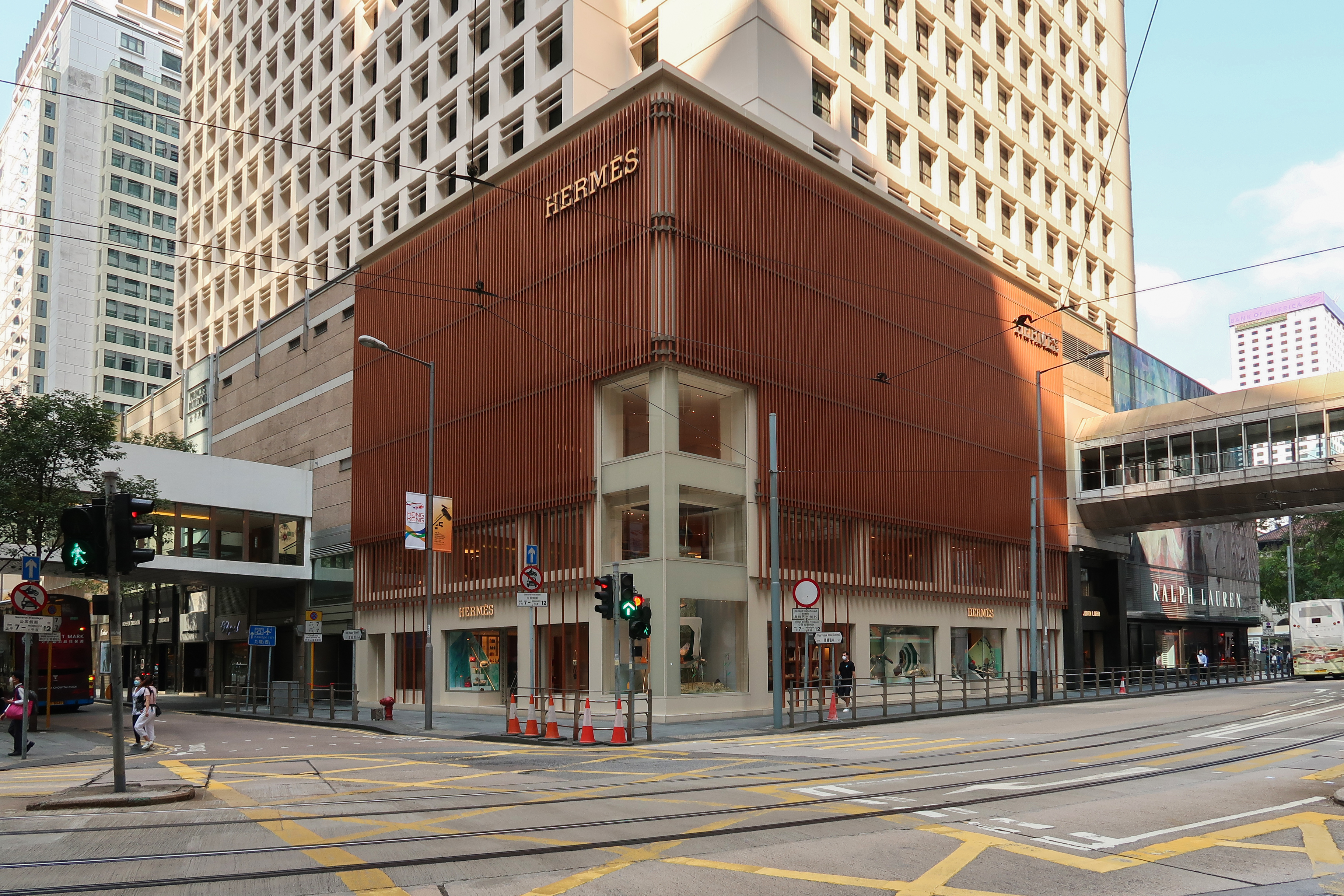
La boutique Hermès au pied du Prince's Building.